# One-One
One-One is een bestuurslaag in het regentschap Aceh Tengah van de provincie Atjeh, Indonesië. One-One telt 252 inwoners (volkstelling 2010).